# Cantón de Saint-Gilles-Croix-de-Vie
El cantón de Saint-Gilles-Croix-de-Vie era una división administrativa francesa, que estaba situada en el departamento de Vandea y la región de Países del Loira.

## Composición
El cantón estaba formado por catorce comunas:
- L'Aiguillon-sur-Vie
- Brem-sur-Mer
- Bretignolles-sur-Mer
- La Chaize-Giraud
- Coëx
- Commequiers
- Le Fenouiller
- Givrand
- Landevieille
- Notre-Dame-de-Riez
- Saint-Gilles-Croix-de-Vie
- Saint-Hilaire-de-Riez
- Saint-Maixent-sur-Vie
- Saint-Révérend

## Supresión del cantón de Saint-Gilles-Croix-de-Vie
En aplicación del Decreto nº 2014-169 de 17 de febrero de 2014, el cantón de Saint-Gilles-Croix-de-Vie fue suprimido el 22 de marzo de 2015 y sus 14 comunas pasaron a formar parte; trece del nuevo cantón de Saint-Hilaire-de-Riez y una el nuevo cantón de Saint-Jean-de-Monts.